# 徐天柱
徐天柱（1734年—1793年），字擎士，號西垣，又號衡南，浙江湖州府德清縣人，清朝政治人物。

## 生平
徐天柱先祖自餘姚遷往德清。高祖徐元正為康熙二十四年（1685年）乙丑科進士；祖父徐以升為雍正元年（1723年）癸卯恩科進士；父徐開厚為乾隆十年（1745年）乙丑科進士。徐天柱是乾隆二十七年（1762年）壬午科浙江鄉試第十七名舉人，三十四年（1769年）己丑科一甲第二名進士（榜眼），授翰林院編修，四十年（1775年）任會試同考官，四十二年（1777年）任順天鄉試同考官，引疾致仕歸里。晚年患風疾，五十八年（1793年）卒。
徐天柱深諳經學，又涉及金石文字、河渠、算數之學。著有《天藻樓詩稿》等。

## 家族
子徐養源、徐養灝。長女適曲阜孔繼汾子孔廣栻，次女適松江許蔭培。